# Edvard Beneš
Edvard Beneš (Kožlany, 28 de maio de 1884 – Sezimovo Ústí, 3 de setembro de 1948) foi um líder do movimento da independência da Tchechoslováquia e tornou-se, em 1935, o segundo presidente deste país.

## Biografia
Como presidente, Beneš enfrentou duas grandes crises, que resultaram em sua renúncia. Sua primeira renúncia ocorreu após o Acordo de Munique e a subsequente ocupação alemã da Tchecoslováquia em 1938, que resultou no exílio de seu governo no Reino Unido. O segundo surgiu com o golpe comunista de 1948, que criou um regime comunista na Tchecoslováquia. Antes de seu tempo como presidente, Beneš também foi o primeiro ministro das Relações Exteriores (1918-1935) e o quarto primeiro-ministro (1921-1922) da Tchecoslováquia. Líder de fato do Partido Social Nacional Tcheco, ele era conhecido como um diplomata habilidoso.
Recebeu a Medalha Benjamin Franklin de 1939.